# Casa Cassanyes
Casa Cassanyes és un habitatge del municipi de Castelló d'Empúries (Alt Empordà) inclòs en l'Inventari del Patrimoni Arquitectònic de Catalunya.

## Descripció
Situada dins del nucli emmurallat de la població, a la zona on des de mitjans del segle xiii se situà l'important call jueu de Castelló d'Empúries. Forma cantonada amb el carrer Ramón Bordes i la Plaça de les Monges.
Edifici de planta rectangular, que consta de planta baixa i dos pisos d'alçada, amb l'accés principal pel carrer anteriorment mencionat. Està cobert amb teulada a dues vessants de teula i carener paral·lel a la façana de la plaça. A la planta baixa es documenta el vestíbul, cobert amb voltes d'aresta rebaixades bastides amb maons disposats a la catalana, i un pati interior amb un porxat de maons cobert també amb voltes d'aresta, amb accés des de la plaça. Degut a l'última rehabilitació que ha patit l'edifici, les dues façanes estan arrebossades. A la façana que dona a la Plaça de les Monges, les obertures segueixen els eixos verticals i estan emmarcades amb brancals i llindes de pedra. Destaquen els balcons volats formats per perfils metàl·lics i llosetes ceràmiques situats a la primera planta. De la façana principal destaca el portal rectangular adovellat, dos balcons de les mateixes característiques que els anteriors i una finestra adovellada a la segona planta. La resta d'obertures de la façana són rectangulars i no segueixen els mateixos eixos verticals que en el cas anterior. Podrien ser fruit de reformes i rehabilitacions posteriors. A les dues sales ubicades a la primera planta de l'edifici (les que donen a la Plaça de les Monges) hi ha pintures murals que decoren les parets i els sostres.

## Història
En un principi, l'actual edifici s'anomenà "Can Dimes" per haver estat habitat per la família Dimas i Juncà. Posteriorment va passar a anomenar-se "Can Cassanyes". El cognom Cassanyes apareix al llistat de contribuents de l'any 1800, on s'indica que el sr. Narcís Cassanyes va contribuir amb 58 lliures i altres terres.
Després de molts anys en molt mal estat de conservació, aquesta casa ha passat a ser propietat del sr. Enric Coderch Callís, que ha realitzat les obres de reforma respectant tota l'estructura tipològica a nivell de façanes. També s'ha tingut en compte la composició de les pintures interiors de les parets i els sostres de les sales de la primera planta, evitant modificar les distribucions que podrien haver-les malmès de forma irreversible.